# Pochodna zbioru
Pochodna zbioru – dla danego zbioru {\displaystyle A} w przestrzeni topologicznej zbiór wszystkich jego punktów skupienia. Pochodną zbioru {\displaystyle A} oznacza się {\displaystyle A^{d},} niekiedy także {\displaystyle A'.}
W przestrzeni T1 pochodna ma następujące własności:
1. {\displaystyle {\overline {A}}=A\cup A^{d}}
2. {\displaystyle {\overline {A^{d}}}=A^{d}} – pochodna jest zbiorem domkniętym
3. {\displaystyle (A\cup B)^{d}=A^{d}\cup B^{d}}
4. {\displaystyle (A^{d})^{d}\subseteq A^{d}}
5. {\displaystyle \bigcup _{i\in I}A_{i}^{d}\subset (\bigcup _{i\in I}A_{i})^{d}} – dla dowolnej rodziny {\displaystyle (A_{i})_{i\in I}} zbiorów przestrzeni {\displaystyle X}[2].

Elementy {\displaystyle A\setminus A^{d}} to punkty izolowane zbioru {\displaystyle A.} Punkt {\displaystyle a\in A\setminus A^{d}} wtedy i tylko wtedy, gdy istnieje otoczenie otwarte {\displaystyle U} punktu {\displaystyle a} takie, że {\displaystyle U\cap A=\{a\}.}

## Przykłady
- {\displaystyle \mathbb {Q} ^{d}=\mathbb {R} ,} gdzie {\displaystyle \mathbb {Q} } oznacza zbiór liczb wymiernych, {\displaystyle \mathbb {R} } – rzeczywistych.
- {\displaystyle (1,2)^{d}=[1,2]}
- {\displaystyle \{1,2\}^{d}=\varnothing }

## Pochodna Cantora-Bendixsona
Niech {\displaystyle \alpha } będzie liczbą porządkową, {\displaystyle X} niech będzie przestrzenią topologiczną, {\displaystyle A} podzbiorem {\displaystyle X.} Pochodną Cantora-Bendixsona rzędu {\displaystyle \alpha } zbioru {\displaystyle A} definiujemy przez indukcję pozaskończoną w następujący sposób
- {\displaystyle A^{1}=A^{d},}
- {\displaystyle A^{\alpha }=(\bigcap _{\lambda <\alpha }A^{\lambda })^{d}.}

Dla każdego zbioru {\displaystyle A} istnieje liczba porządkowa {\displaystyle \alpha } taka, że {\displaystyle A^{\alpha }=A^{\alpha +1}.} Najmniejszą liczbę porządkową {\displaystyle \alpha } o tej własności nazywamy rangą Cantora-Bendixsona zbioru {\displaystyle A,} a zbiór {\displaystyle A^{\alpha }} nazywamy jądrem doskonałym zbioru {\displaystyle A.} Jądro doskonałe jest zbiorem doskonałym. Jeśli {\displaystyle A} jest zbiorem domkniętym, to jego jądro doskonałe jest w nim zawarte.
Jeśli dla przestrzeni topologicznej {\displaystyle X} istnieje liczba porządkowa {\displaystyle \alpha } taka, że {\displaystyle X^{\alpha }=\emptyset ,} to {\displaystyle X} jest tzw. przestrzenią rozproszoną.
Jeśli {\displaystyle A\subset \mathbb {R} ,} to ranga Cantora-Bendixsona {\displaystyle \alpha } zbioru {\displaystyle A} jest przeliczalną liczbą porządkową, symbolicznie {\displaystyle \alpha <\omega _{1}.} Wynika to z faktu, że ciąg {\displaystyle \{A^{\xi }:\xi <\omega _{1}\}} składa się ze zbiorów domkniętych. Gdyby ten ciąg nie stabilizował się po przeliczalnie wielu krokach, to {\displaystyle \{A^{\xi }:\xi <\omega _{1}\}} byłby nieprzeliczalnym ciągiem zstępującym zbiorów domkniętych, co przeczyłoby ośrodkowości {\displaystyle \mathbb {R} .}